# Vila Hrozno
Vila Hrozno je vila na Starém Městě v Bratislavě. Autorem návrhu je architektonická kancelář Závodný AA ve složení Ľubomír Závodný, Dalibor Michalák a Peter Vodrážka. Projekt byl dokončen v roce 2003 a stavba byla realizována v letech 2005–2006. Rozloha objektu je 702 m².
Vila přezdívaná Hrozny je zasazena do svažitého terénu na bratislavském hradním kopci Bôrik. Architektonická forma a interiéry vily se odvíjejí od topografie území, jeho členitosti, orientace i místních regulativů. Základní hmotové ztvárnění představuje křížení dvou základních hmot. Třípodlažní kubus, orientovaný podélnou osou ve směru kolmém na Starou vinařskou cestu je umístěn na kolmý dvoupodlažní terasovitý objekt, rovnoběžný se Starou vinařskou ulicí. Toto hmotové řešení vychází z danosti prostředí, když hmota rovnoběžná s ulicí má evokovat původní terasovité řešení zahrady, nacházející se na parcele. Naopak, třípodlažní hmota ukončena penthausem, je orientována do ulice a má být jasným vyjádřením vstupu novodobé architektury do původního prostředí.
Celkový koncept řešení území měl vliv i na hmotové vytvarování objektu, směrem do ulice je hmota minimalizována – nenarušuje charakteristiku okolního prostředí a sousedících objektů. Naopak, příčná třípodlažní hmota se vymyká z jednoduché ortogonální půdorysné osnovy, čímž se akcentuje novodobá situace v tomto prostředí, kde dosud nestál žádný objekt.
Velmi důležitým prostorovým prvkem celé hmotově – prostorové skladby je systém teras, využívající terénních daných dispozicí a reliéf prostředí a promítající se i do dispozičně provozního řešení, který zvyšuje atraktivitu a intimitu vnitřních prostor a zároveň umožňuje průnik osvětlení a oslnění ze západní strany a pobytové možnosti ze strany východní.
Celoskleněná uliční fasáda spojuje dvě obývací pokoje nad sebou, které jsou jádrem domu. Minimálně jsou využívány plastické prvky na jednotlivých fasádách. Výjimkou je pouze kruhové nebo spíše segmentové ukončení třípodlažní kolmé hmoty na ulici na jižní fasádě objektu z mezaninu, který propojuje prostory obývacího pokoje a herny na I. a II. nadzemním podlaží domu, čímž zvyšují výjimečnost těchto prostor navenek a zároveň obohacují relativně "asketickou" hmotu rodinného domu.
Na prvním patře se nachází obývací pokoj, kuchyně s terasou, manželská suita a v křídle naproti fitness se saunou. Koupelna patřící k manželské ložnici má výhled jako obývák. Dispozičním ukončením je pracovna s knihovnou a televizní místnost o patro výš. Minimalistický interiér v barevném spektru bílé, šedé a hnědé se chápe jako nedílná součást architektury. Materiálové řešení podobně jako hlavní urbanistický a architektonický koncept důsledně vychází z místních podmínek, přičemž využívá tři základní materiály – hladkou bílou omítku jako základní jednotící stavební materiál, obkladový kámen a nakonec dřevo, které je využíváno jako obklad v meziokenních pilířích a posuvných lamelách zasklených stěn. 